# Јутика (Мисури)
Јутика (енгл. Utica) град је у америчкој савезној држави Мисури.

## Демографија
По попису из 2010. године број становника је 269, што је 5 (-1,8%) становника мање него 2000. године.
| Група             | 2000.       | 2010.       |
| Белци             | 271 (98,9%) | 260 (96,7%) |
| Афроамериканци    | 1 (0,4%)    | 0 (0,0%)    |
| Азијати           | 0 (0,0%)    | 0 (0,0%)    |
| Хиспаноамериканци | 2 (0,7%)    | 6 (2,2%)    |
| Укупно            | 274         | 269         |